# 环戊二烯
环戊二烯（英語：cyclopentadiene），有时会称为茂化氢（CpH），是五个碳的环状二烯烃，分子式为C5H6。环戊二烯室温下为无色液体，具有强烈的刺激性气味。在室温时会发生狄尔斯-阿尔德反应，迅速聚合生成二聚环戊二烯，二聚体加热又可分解为环戊二烯。环戊二烯不溶于水，易溶于乙醚、苯等溶剂。
环戊二烯基可以简写为Cp。

## 制备及相关反应

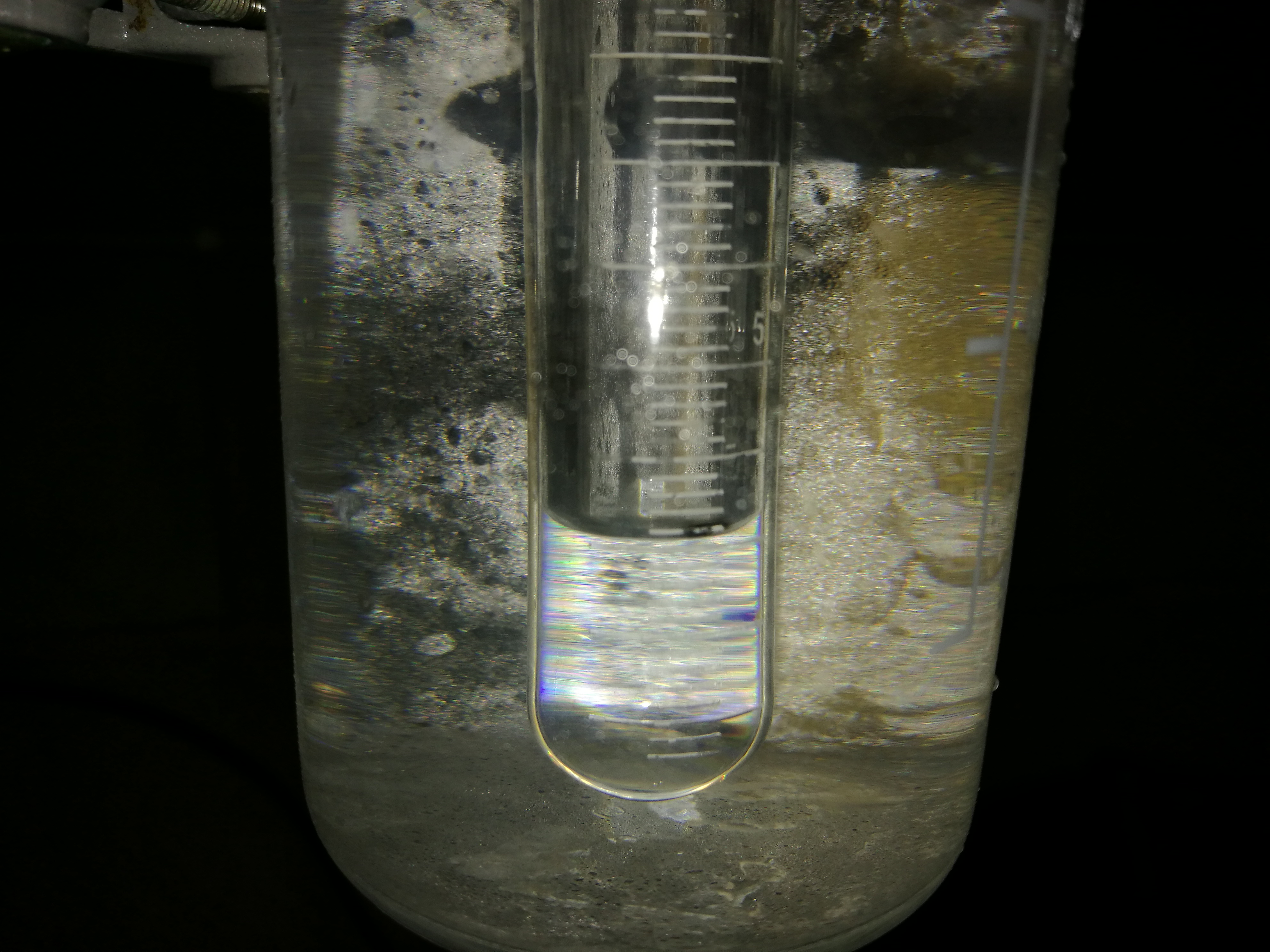
试管中的环戊二烯，置于冰水中。

环戊二烯制备时通常与二聚物混合在一起，并且可以相互转化。工业上，从煤焦油（约10-20g/t）和石脑油（约14kg/t）蒸汽裂解而来。

### σ迁移重排
环戊二烯结构中发生的[1,5]-σ氢迁移非常迅速 ，其单取代衍生物如C5H5E(CH3)3（E= Si, Ge, Sn）的迁移更加迅速，甚至难以分离出其不同的立体异构体，进行相关的反应时也可能因此得到许多异构体混合的产物。

### Diels-Alder反应
环戊二烯是一种典型、活性的D-A反应二烯体。环戊二烯在室温下会自发的发生Diels-Alder反应形成二聚体，单体在-20 °C时可以保存数日。

### 去质子化
环戊二烯有一定酸性（pKa = 16），这可以用去质子化后得到高稳定性的芳香族环戊二烯阴离子Cp−来解释。去质子化反应可以使用氢化钠、金属钠和丁基锂来进行，得到的阴离子盐如环戊二烯基钠、环戊二烯基锂可以用于制备茂基配合物。

### 茂金属

[(η^{5}-C_{5}H_{5})Rh(η^{4}-C_{5}H_{6})]是一种18电子的、拥有复合哈普托数的二茂铑衍生物。

茂金属与相关的环戊二烯基衍生物的研究较多，因为其稳定性也成为了重要和代表性的有机金属化合物。二茂铁是最早被表征出来的茂金属，也因其结构被称为夹心配合物。此类衍生物可以通过环戊二烯的阴离子盐与过渡金属卤化物在THF中反应制备：
NiCl2 + 2 NaC5H5 → Ni(C5H5)2 + 2 NaCl
由环戊二烯和环戊二烯阴离子组合而成的夹心配合物也已经被制备得到，二茂铑衍生物（(η4-环戊二烯)( η5-环戊二烯基)铑(I)）是其代表，可以由硼氢化钠在乙醇水溶液中还原Rh(C5H5)2衍生物得到。

### 有机合成
1982年，Leo Paquette使用环戊二烯作为原料成功合成了正十二面体烷 ：

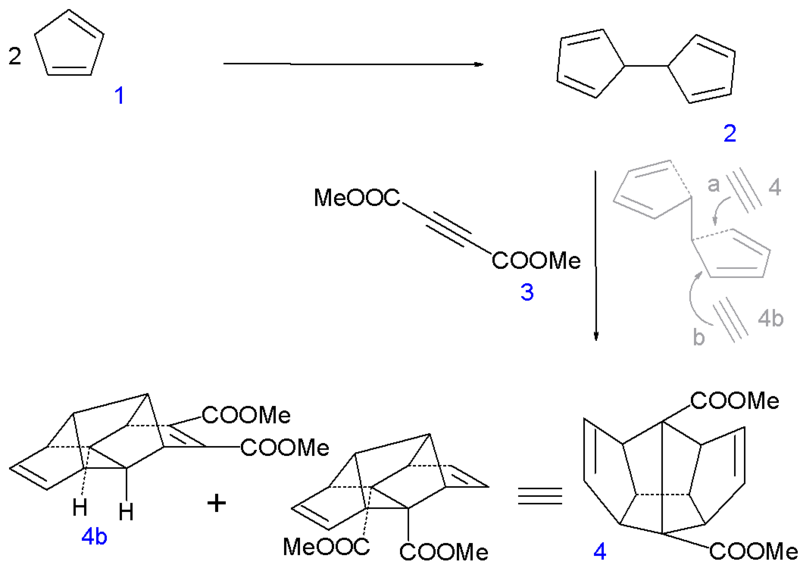
环戊二烯合成正十二面体烷。

## 用途
环戊二烯可以作为合成茂金属及其衍生物的前体，也可以用于合成橡胶，主要的商业用途是作为共聚单体和有机合成中间体。环戊二烯可以与烯烃发生Diels-Alder反应，得到的衍生物用途广泛，如与乙烯加成得到降冰片烯。环戊二烯卤代后得到的六氯环戊二烯是杀虫剂、农药、阻燃剂、染料的前体。

## 备注
1. ↑  字源自以戊代五，惯用“艹”作为有机化合物偏旁。
2. ↑  然而茂化氢即不是离子化合物也不是杂环化合物，不具有芳香性。

## 外部連結
- International Chemical Safety Card 0857 （页面存档备份，存于）
- NIOSH Pocket Guide to Chemical Hazards （页面存档备份，存于）